# 西班牙剧院 (马德里)
西班牙剧院（西班牙语：Teatro Español&ndash）是西班牙马德里市政府管理的一座公立剧院。在中世纪此处就是一个露天剧院，许多名著均在此上演

## 历史
目前的新古典主义建筑建于1887–1895年，设计者为 Román Guerrero。剧院面临圣亚纳广场，系拆除16世纪加尔默罗会修道院开辟。剧院立面雕刻费德里戈·加西亚·洛尔卡等人的名字。